# こけら落とし
こけら落とし（こけらおとし、杮落とし）は、新築または改築した劇場や映画館で初めて行われる興行のことである。ただし、こけら落とし公演は来場者数が多くなり、出演者も大物であることが多いことから、実際には公演に当たっての手順を確認するなどといった名目でオープン後に複数の準備公演を実施してから正式なこけら落とし公演をするケースが多い。
演目はそれぞれの劇場の特性に合わせた内容で、おおむね慶事の内容であることが多い。「こけら（杮）」とは材木を削った際の木片のことであり、建設工事の最後に屋根などの木片を払うことが語源になっている。転じて体育館、陸上競技場、球技場、野球場などのスポーツ施設が開場する際にも報道などで「こけら落とし」と表現される場合があるが、本来は劇場に用いる言葉であるため特に屋根のない屋外施設などでは誤用となる。歌舞伎発祥の言葉に、「こけら落としを見ると寿命が延びる」というものがある。

## 杮（こけら）と柿（かき）
「杮（こけら）」という字は「柿（かき）」と同じに見えるが、「柿（かき）」は「木部五画（旁が「ㅗ＋巾」）」なのに対し、「杮（こけら）」は「木部四画（旁の縦棒がつながる）」である。しかし、過去の文献によれば、両者は明確には区別されておらず、例えば『康熙字典』では逆になっており、両方とも「柿（木部五画）」とするものや、両字は同じ字の別字体と説明するものもある。これを根拠にして、JIS規格では「柿（木部五画）」が両方の字を包摂するものとしている。これに対し、字典で区別されていないのは後の混同によるものであり、字義を考えれば「こけら」は「杮（木部四画）」で書くべきとする説もある。